# Shingo Tsurumi
Pour les articles homonymes, voir Tsurumi.
Shingo Tsurumi (鶴見 辰吾, Tsurumi Shingo), né le 29 décembre 1964 à Tokyo (Japon), est un acteur japonais.

## Biographie
Shingo Tsurumi a fait ses études à l'université de Seikei.

## Filmographie sélective

### Au cinéma
- 1980 : The Terrible Couple (翔んだカップル, Tonda kappuru?) de Shinji Sōmai : Tashiro, Yûsuke
- 1985 : Shiosai
- 1986 : Hoi seung fa : Nakamura
- 1988 : Futari botchi : Ikko Kobayashi
- 1988 : Liu jin sui yue : Jiang Jia Ming
- 1989 : 226 : Taro Takahashi
- 1992 : Ippai no kakesoba : Older Brother
- 1994 : Otoko tomodachi
- 1994 : Hero Interview
- 1994 : Tenshi no harawata: Akai senkô
- 1995 : Gonin : Shigeru Hisamatsu
- 1996 : Tsuki to kyabetsu
- 1996 : Atashi wa juice
- 1996 : Gonin 2 : Yoichi
- 1997 : Koi to hanabi to kanransha : Cafe bartender (cameo)
- 1998 : Rasen : Miyashita
- 1998 : Gokudo zangeroku
- 1998 : Kuro no tenshi Vol. 1 : Narusawa
- 1998 : Samehada otoko to momojiri onna : Mitsuru Fukuda
- 1999 : Sentakuki wa ore ni makasero
- 1999 : Homesick : Nakamura (young)
- 1999 : Dead or Alive: Hanzaisha : Chen
- 1999 : Kuro no tenshi Vol. 2 : Mama
- 2000 : Hysteric
- 2000 : Furîzu mî : Atsushi Kojima
- 2000 : Kaza-hana (風花?) de Shinji Sōmai : Tomita
- 2001 : Sukedachi-ya Sukeroku : Shinkuro Wakiya
- 2003 : Hitokiri Ginji
- 2004 : Sennenbi
- 2004 : Reikusaido mâdâ kêsu : Takashi Sekiya
- 2005 : Lorelei : Sankichi Oominato
- 2005 : Eri Eri rema sabakutani : Kazemoto
- 2005 : Hinagon : Katsiu
- 2005 : Sukûru deizu
- 2008 : L: Change the World : Kimihiko Nikaido
- 2008 : Hana yori dango: Fainaru : Ken Uchida
- 2008 : Kizuki
- 2008 : Nonko 36-sai (kaji-tetsudai) : Udagawa
- 2008 : Mahô tsukai ni taisetsu na koto : Isao Gonda
- 2009 : MW
- 2010 : Randebû!
- 2010 : Tôkyô-jima
- 2010 : X gêmu
- 2010 : Flarella
- 2011 : Gokudô heiki
- 2011 : Antoki no inochi
- 2011 : Hayabusa : Osamu KIta
- 2011 : Kirin no tsubasa: Gekijouban Shinzanmono : Yukio Kodake
- 2011 : Kamen raidâ x Kamen raidâ Fôze & Ôzu Movie taisen Mega Max : Mituaki Gamou
- 2011 : Mai wei : Takakura
- 2012 : Watashi no ojisan
- 2012 : Asu wo akiramenai - gareki no naka no shimbunsha - kahoku shimpo no ichiban nagai hi
- 2012 : Kamen Raidâ Fôze Za Mûbî Minna de Uchû kitâ! : Mituaki Gamou
- 2012 : Karasu no oyayubi
- 2013 : Fune wo amu : Director Murakoshi
- 2013 : Saitama kazoku
- 2014 : Kikaidâ Reboot : Gilbert Kanzaki / Hakaider (voix)
- 2014 : Watashi no Hawaii no arukikata : President Ohashi
- 2014 : Bankûbâ no asahi
- 2014 : Taiyô no Suwaru Basho
- 2014 : Shanti Days: 365-nichi, Shiawase no Kokyû
- 2015 : Z airando : Takashi
- 2015 : Gonin sâga
- 2015 : Hanachan no misoshiru : Doctor Kayama
- 2016 : Seirâ fuku to kikanjuu: Sotsugyou
- 2016 : Taiyô
- 2016 : Godzilla Resurgence (シン・ゴジラ, Shin Gōjira?) de Hideaki Anno et Shinji Higuchi
- 2018 : Dans un jardin qu'on dirait éternel (日日是好日, Nichinichi kore kōjitsu?) de Tatsushi Ōmori : le père de Noriko
- 2021 : Kenshin : L'Achèvement (るろうに剣心 最終章 The Final, Rurōni Kenshin saishū shō: The Final?) de Keishi Ōtomo : le chef Uramura

### À la télévision
- 2011-2012 : Kamen Rider Fourze (仮面ライダーフォーゼ, Kamen raidā fōze?) : Mitsuaki Gamō (série télévisée)
- 2018 : Miss Devil, Diable des Ressources Humaines, Tsubaki Mako : Osamu Saito (série télévisée)

## Jeux vidéo
- 2015 : Yakuza 0 : Tsukasa Sagawa